# Articol nehotărât
Articolul nehotărât sau nedefinit este articolul care prezintă individualizat obiectul denumit de substantiv fără a-l defini precis.

## În limba română
În limba română, articolul nehotărât are forme diferite în funcție de gen, număr și caz.
|                     | Singular        | Singular | Plural  |
|                     | Masculin/neutru | Feminin  | *       |
| Nominativ/ acuzativ | „un”            | „o”      | „niște” |
| Genitiv/ dativ      | „unui”          | „unei”   | „unor”  |

## „Un” și „o”
Cuvintele „un” și „o” au valori de:
- articol nehotărât — dacă la plural le corespunde articolul „niște”;
- adjectiv pronominal nehotărât — dacă la plural le corespund pronumele nehotărâte „unii” și „unele”.

„Un” și „o” pot substantiva alte părți de vorbire sau expresii.
Mi-a făcut un bine.